# Шаальбі
Шаальбі (нім. Schaalby), також Скольбю (дан. Skålby) — громада в Німеччині, розташована в землі Шлезвіг-Гольштейн. Входить до складу району Шлезвіг-Фленсбург. Складова частина об'єднання громад Зюдангельн.
Площа — 24,99 км2. Населення становить 1573 ос. (станом на 31 грудня 2020).